# Aleksandar Živković (ur. 1977)
Aleksandar Živković (cyr. Александар Живковић; ur. 28 lipca 1977 w Niszu) – serbski piłkarz grający na pozycji pomocnika.